# Belgische verkiezingen 1954
Op zondag 11 april 1954 werden in de Belgische verkiezingen gekozen voor een nieuwe samenstelling van Kamer en Senaat. Tegelijk werden de negen provincieraden verkozen.
Na de verkiezingen van 1950 waarin de CVP de absolute meerderheid in de wacht sleepte, waren liberalen en socialisten uit op revanche. Ze wonnen de verkiezingen van 1954 en vormden een regering van een nooit geziene soort: een zogenaamd paars kabinet van liberalen en socialisten met als bindmiddel het antiklerikalisme.
Ondertussen kwam het Vlaams nationalisme opnieuw op. Voorlopig nog onder de naam Christelijke Vlaamse Volksunie (CVV), een voorloper van de Volksunie, kwamen opnieuw Vlaamse nationalisten in het Belgische parlement. Een andere partij, de communistische KPB, verloor intussen steeds meer aanhang.

## Resultaten
| Partij | Partij                                      | Stemmen (Kamer) | %     | Kamer    | Senaat  |
| ------ | ------------------------------------------- | --------------- | ----- | -------- | ------- |
|        | CVP/PSC                                     | 2.123.408       | 41,1% | 95 (-13) | 49 (-5) |
|        | BSP/PSB                                     | 1.927.015       | 37,3% | 82 (+9)  | 42 (+5) |
|        | LP/PL                                       | 626.983         | 12,9% | 24 (+4)  | 2 (-1)  |
|        | KPB/PCB                                     | 184.108         | 3,6%  | 4 (-3)   | 2 (-1)  |
|        | CVV                                         | 113.632         | 2,2%  | 1 (+1)   | 0       |
|        | Kartel van liberalen en socialisten         | 108.175         | 2,1%  | 5 (+1)   | 2 (—)   |
|        | Rassemblement Social Chrétien de la Liberté | 42.979          | 0,8%  | 1 (+1)   | 0       |
|        | Radio Antwerp                               | 10177           | 0,20% |          |         |
|        | Middenstand/Classes Moye                    | 9729            | 0,19% |          |         |
|        | Universeel volk                             | 3139            | 0,06% |          |         |
|        | ancien combattants                          | 1839            | 0,04% |          |         |
|        | Van Wonterghem                              | 1817            | 0,04% |          |         |
|        | Dissidence lib                              | 1807            | 0,04% |          |         |
|        | Parti Social Indépendant                    | 1613            | 0,03% |          |         |
|        | Liste Hubert                                | 1143            | 0,02% |          |         |
|        | Liste Camus                                 | 1001            | 0,02% |          |         |
|        | union indépendant                           | 884             | 0,02% |          |         |
|        | Mouvement Européen                          | 581             | 0,01% |          |         |
|        | VLAAMS BLOK                                 | 456             | 0,01% |          |         |
|        | onafh/isolés                                | 246             | 0,00% |          |         |
|        | Médiateur                                   | 191             | 0,00% |          |         |
| Totaal | Totaal                                      | 5.160.486       | 100%  | 212      | 106     |

## Verkozenen
- Kamer van volksvertegenwoordigers (samenstelling 1954-1958)
- Samenstelling Belgische Senaat 1954-1958

## Regeringsvorming
Na de verkiezingen werd de regering-Van Acker IV gevormd.